# Лигър
Лигър е хибрид между мъжки лъв (Panthera leo) и женски тигър (Panthera tigris). Според научната класификация се причислява към род Пантери, поради принадлежността на родителите към този род. На външен вид прилича на гигантски лъв, с шарки като при тигър. За разлика от лъвовете лигрите обичат да плуват, подобно на същинските тигри.
Забележка: Кръстоската между мъжки тигър и женски лъв се нарича тигон.
Познатите лигри, съществуват благодарение на човешка намеса, или поради съзнателно кръстосване, или поради съвместното отглеждане на лъвове и тигри в ограничени пространства. В естествени условия, тигрите и лъвовете не обитават припокриващи се територии (двата вида съществуват съвместно в Индия, но обитават различни региони). Има наблюдения на копулация между тигри и лъвове, но няма потвърдени факти за естествени кръстоски.

## Размер
Лигрите са много по-големи от тигрите или лъвовете. Този феномен се обяснява с факта, че генът, отговорен за ограничаване на растежа при лъвовете, се наследява от женското животно като противодействие на мъжкия ген за стимулиране на растежа. На дължина мъжките екземпляри достигат до 335 cm, а на тегло от 360 до 500 кг и повече (рекордът е на южноафрикански лигър, тежащ 798 кг, живял в Блюменфонтен Зоо в края на 19 век), женските достигат на дължина до 3 – 3,1 m, а на тегло до 320 кг. Височината в холката на мъжкия е 190 – 212 cm, а на женската около 170 cm.
Мъжкият лъв трябва да бъде с големи размери, за да може да защитава прайда си от по-младите конкурентни лъвове и успешно да предава гените си в поколението. Затова и в прайда с множество възрастни мъжки лъвове, малките трябва да растат по-бързо от конкурентите си, за да оцелеят. Лъвиците имат до 5 малки лъвчета, но всяко едно се радва както на грижи от своята майка, така и на защита от целия прайд. Това дава достатъчно добри шансове за оцеляване. Младото лъвче започва да се грижи за себе си в по-късна възраст, а малкият размер е благоприятен фактор за прайда и за грижите от страна на майката. Лимитиращият фактор се предава по майчина линия, а това обяснява създаването на ген за ограничаване на растежа именно в женските индивиди.
Мъжките тигри не се състезават пряко за женската, каквато е ситуацията при лъвовете. Тигрицата копулира само с един тигър през един размножителен период, затова и статистическата възможност за по-голямо поколение е по-малка в сравнение с лъвовете. Също така тигрицата ражда по-малко на брой тигърчета, които поради аскетичния начин на живот на тигрите имат по-ниски шансове за оцеляване. Затова размерът е от съществено значение за оцеляването и в еволюцията не се е наложила необходимост от ген за потискане на растежа.
Лигърът, като потомък на майка тигрица и баща лъв, комбинира ген за стимулиране на растежа, без да притежава ген за потискане и затова достига значителни размери. Явлението се нарича растежна дисплазия.
Друга хипотеза гласи, че има фактори извън генетичните, обясняващи абнормалния размер. В подкрепа може да се посочи, че само женските лигри, но не и тигрони стават големи (поради наличието на две женски хромозоми, и следоватлено липса на мъжко влияние, феноменът е необясним с генетика при тигроните).
Съществува и още една хипотеза за обяснение на размера, произтичаща от взаимодействието между плода, носещ гени на лъв, и утробата на майката, произвеждаща хормони на тигър. Хормоните могат да отключват растеж, който е по-слабо контролиран в по-късен етап.

## Плодовитост
Мъжките лигри са стерилни. Много от тях достигат полова зрялост и копулират с тигрици, лъвици или женски лигри, но без създаване на потомство („Animal Life and the World of Nature“ (1902), A. H. Bryden).
Женските индивиди често са фертилни и могат да се сношават както с тигри, и да раждат тилигри, така и с лъвове, и в този случай да раждат лилигри. По програма за изследване на поведението в САЩ е отглеждан женски тилигър, наричан Лейди Кали – на 2-годишна възраст е тежал около 180 кг.
Лигрите могат да показват емоционална и поведенческа нестабилност, поради своя смесен произход.
Обясненито на проблемите в поведението е в наследството от родителите. Лигърът проявява конфликт между социалното поведение на лъв и индивидуалността на тигър. Наследството от лъва го тласка към формиране на социални групи, но наследството от тигъра го прави нетолерантен към себеподобни. Опонентите на изкуственото кръстосване, посочват, че това може да предизвика объркване и депресия, особено след достигане на половата зрялост. Каква част от поведението е резултат на противоположните инстинкти и каква е резултат от абнормални хормони или от стреса при условията на отглеждане е предмет на спор.

## Окраска
Лигрите имат тигровиден оттенък върху иначе лъвското жълтеникавокафяво тяло. В допълнение могат да се забелязват и розетки от лъвския щрих (малките лъвчета имат розетки, които могат да се запазят и в по-късна възраст), на цвят черни, тъмнокафяви или пясъчно жълти. Фонът е типичния за лъва жълтеникав до жълтокафяв. Подобно на тигрите долните части на тялото са по-бледи. Специфичният оттенък и цвят на всяко животно зависи от подвидовата принадлежност на родителите.
Бели тигри, кръстосани с лъвове дават в поколението бели или по-скоро много бледо жълти лигри. На теория, при кръстосването на бели тигри и бели лъвове може да се получат бели лигри, които да не притежават тигрови шарки. Черен лигър би се получил, ако се хибридизират меланистични (много тъмни) тигри и меланистични лъвове. Проблемът е, че черни тигри се наблюдават изключително рядко, а за лъвове няма известни наблюдения. Синият (Малтийски) тигър е напът да изчезне, което прави невъзможно създаването на сини или сиви лигри.

## Известни лигри
- Лигър, на име Хобс, се отглежда в Невада, САЩ (Sierra Safari Zoo, Reno, Nevada, USA). Той е поколение на африкански лъв и бенгалски тигър. Според зоологическата градина „той реве като лъв и плува като тигър. Със сигурност е котка в същността си. Обича да играе и въпреки невероятните си размери се движи тихо, точно като всяка друга котка“. На тегло е около 450 кг, почти два пъти колкото най-голямата известна котка – мъжки сибирски тигър.

- Лигър, на име Патрик, в резервата Shambala. На тегло е около 360 кг. Притежава златиста окраска с малко по-тъмни златисти шарки, скромна грива приличаща на тигровата яка. Патрик е роден през 1990 в Deer Path Animal Haven, Илинойс, САЩ, но след закриването през 1998 е преместен в резервата Shambala.

- През април 2005 във Виго, Северозападна Испания, в италиански цирк е роден лигър, на име Самил. Отначало е бил наричан погрешно тигрон, но той е същински лигър, тъй като е роден от майка тигрица и баща лъв.